# Chemin de fer transcaucasien

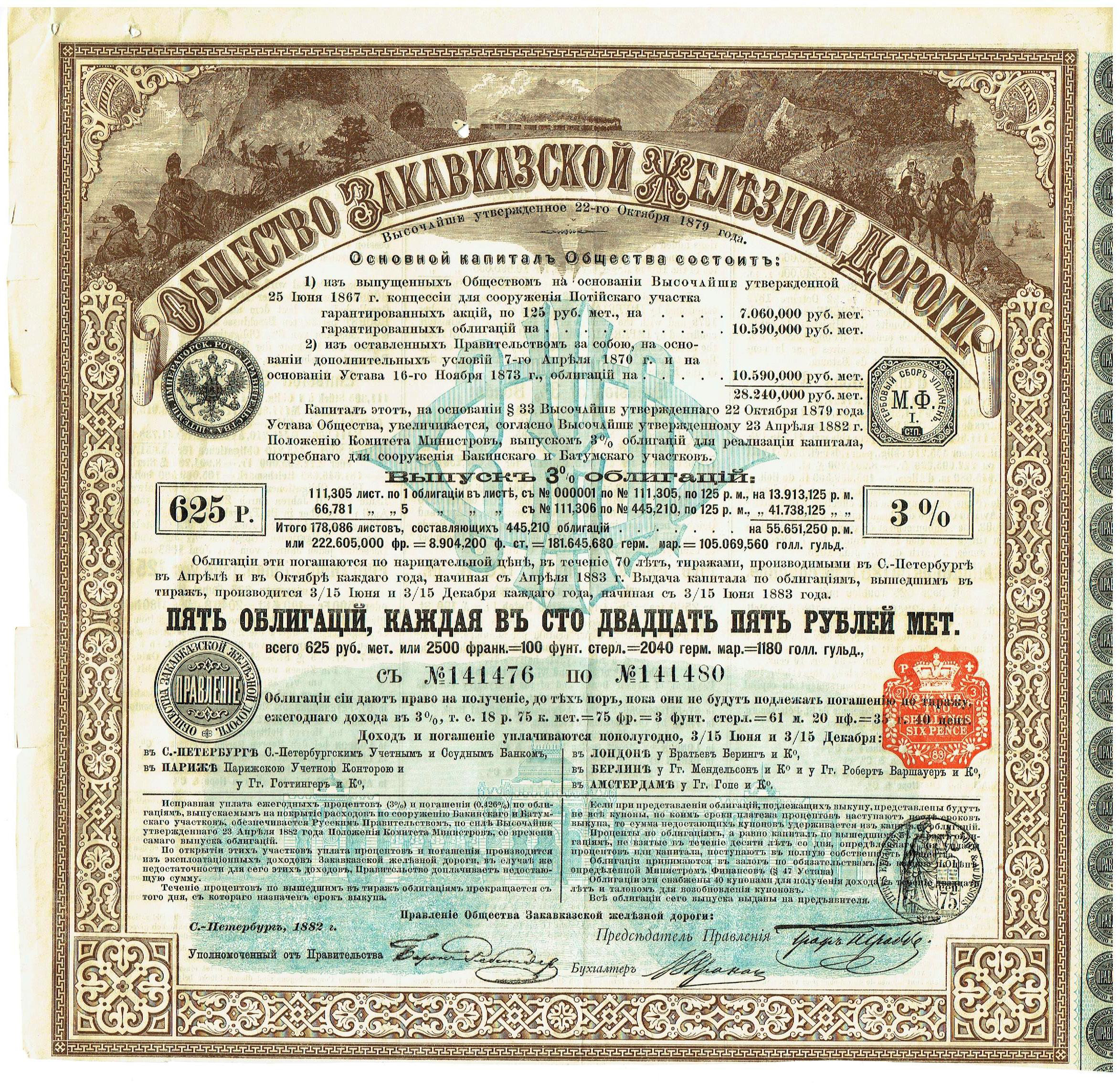
5 Obligations du Chemin de fer transcaucasien en date du 23 avril 1882

Le chemin de fer transcaucasien (en russe : Закавкaзская желeзная дорoга) est une ligne ferroviaire construite sous l'Empire russe à partir de 1865. Elle reliait Poti, en Géorgie actuelle, à Bakou, en Azerbaïdjan. En 1922, elle devient une partie des chemins de fer soviétiques (en). Elle est fermée lors de l'éclatement de l'Union soviétique en 1991. Sa réouverture, en projet depuis les années 2010, est réalisée en octobre 2017 sous la forme de la ligne Bakou-Tbilissi-Kars (BTK) avec la participation de la Turquie.

## Historique

### Empire russe (1865-1917)

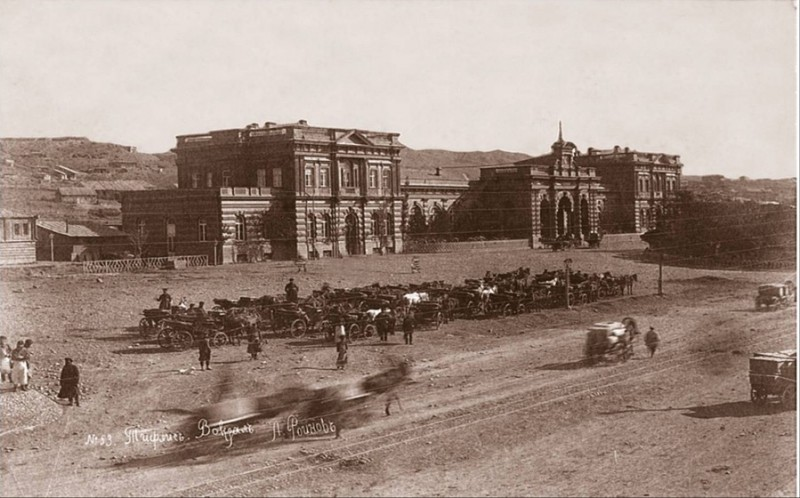
Construction de la gare de Tbilissi. Photographie d'Alexandre Roinachvili, vers 1870.

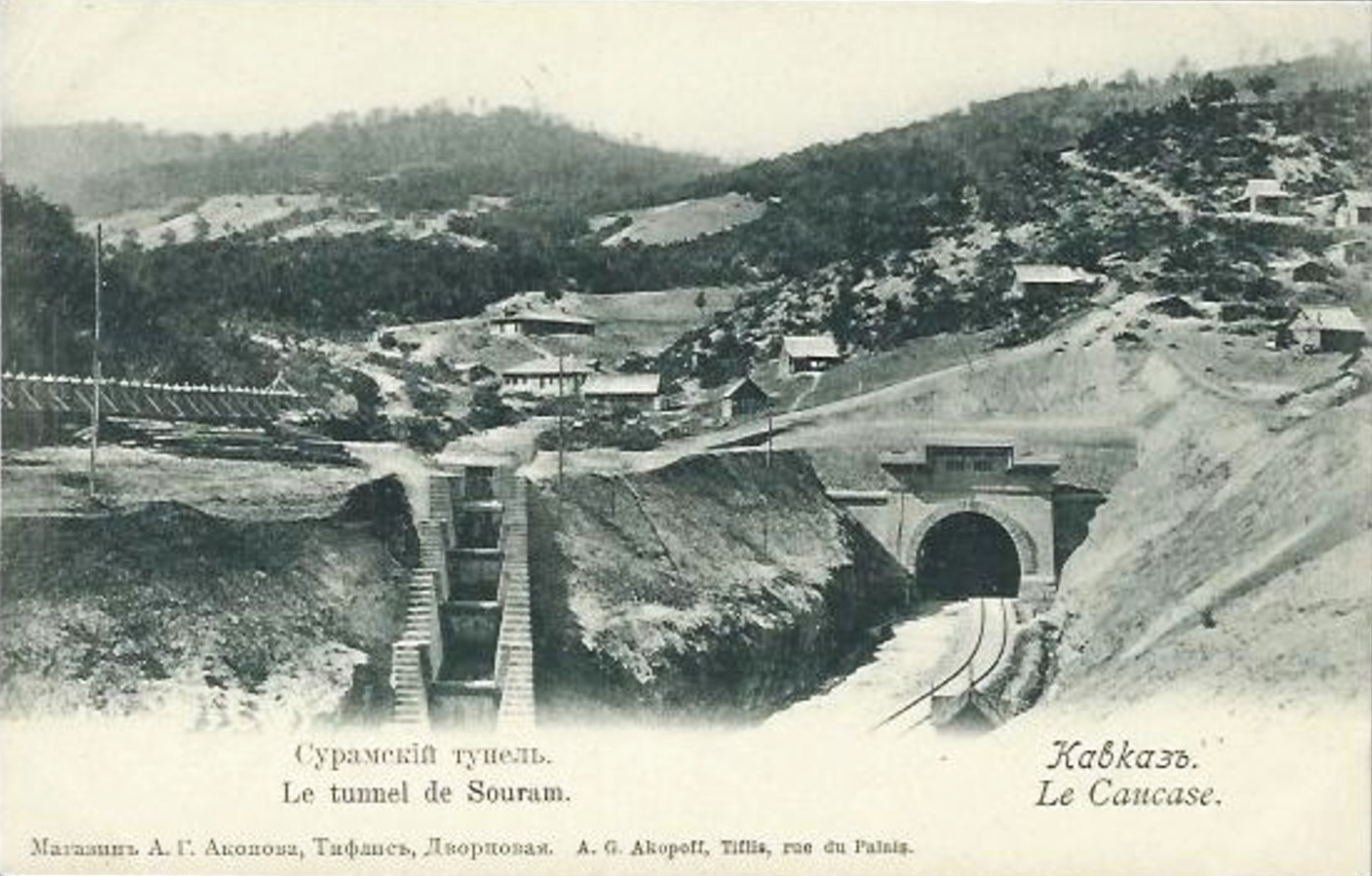
Tunnel de Surami, carte postale russe, vers 1900.

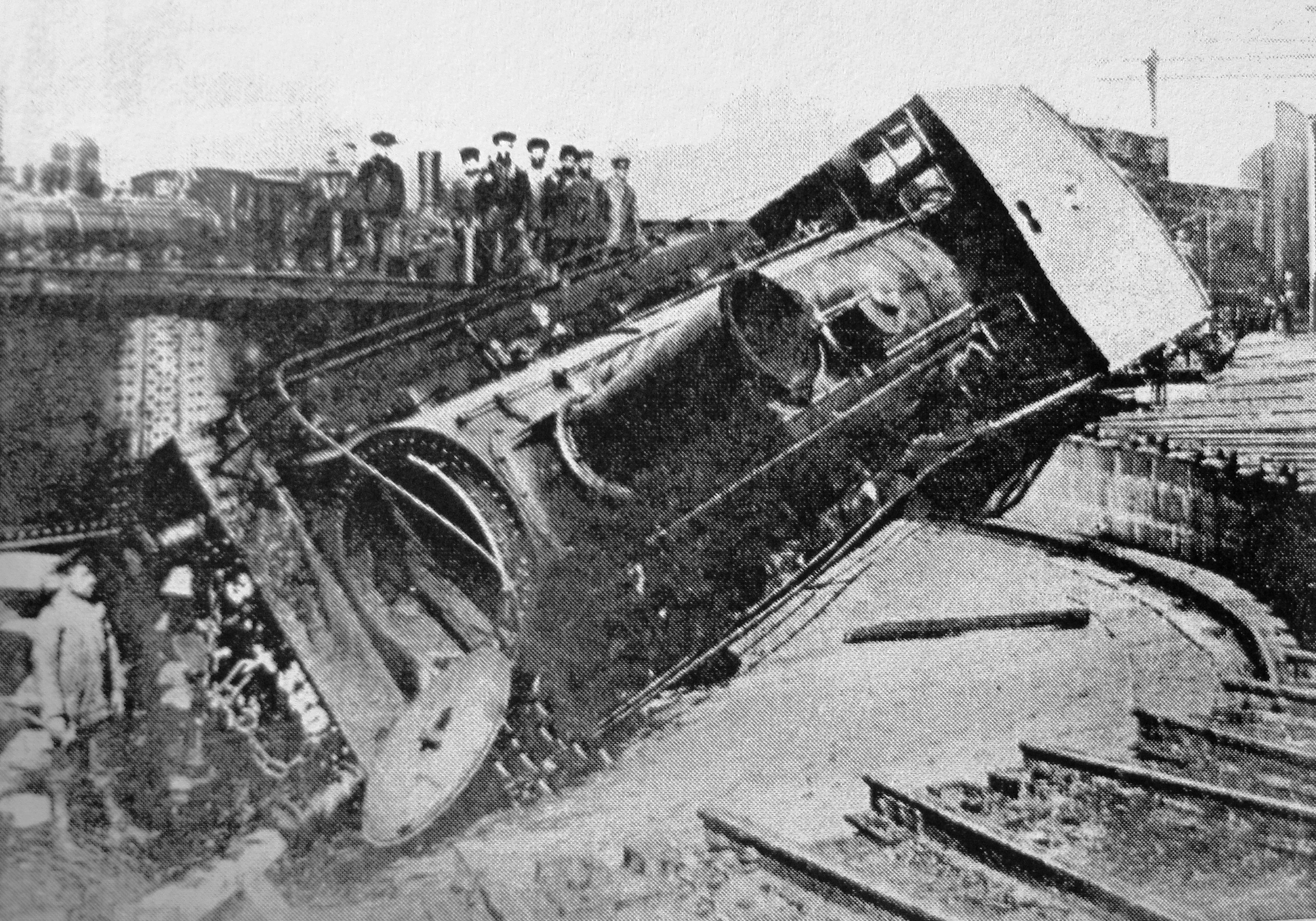
Train renversé par les grévistes à Tbilissi pendant la révolution de 1905.

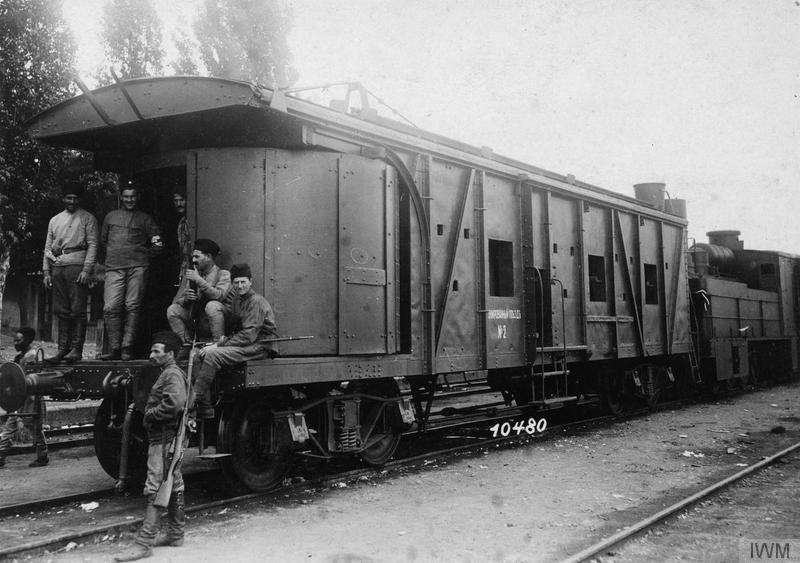
Train blindé des combattants irréguliers géorgiens à Tbilissi, 1918.

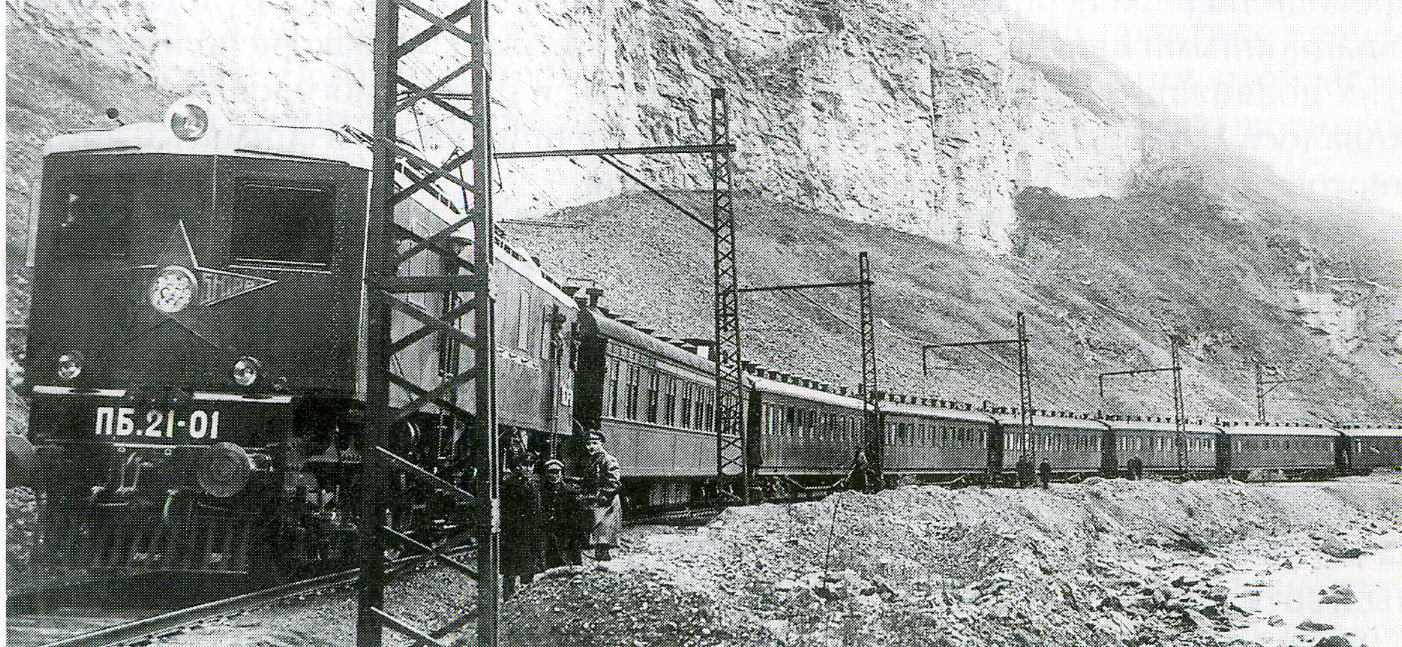
Premier essai d'une locomotive électrique PB 21-01 entre Khachouri et Gori, 1934.

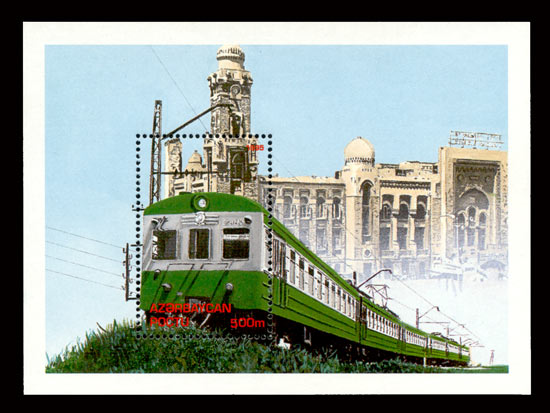
115e anniversaire du chemin de fer en Azerbaïdjan : locomotive électrique devant la vieille gare de Sabuncu. Azermarka Company, 1996.

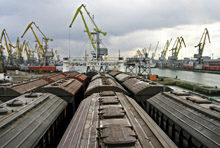
Terminal ferroviaire de Poti, 2008.

La ligne transcaucasienne est un axe stratégique des chemins de fer de l'Empire russe destiné à relier les différentes provinces de la vice-royauté du Caucase. Elle construite à partir de 1865 par une compagnie privée. Elle part de Poti, sur la mer Noire, atteint Zestafoni en 1871, Tbilissi en 1872. Une branche atteint Koutaïssi en 1877. Elle sert au transport des troupes russes pendant la guerre russo-turque de 1877-1878 qui entraîne l'annexion par la Russie de l'oblast de Kars. À partir de 1880, la ligne est reliée par ferry-boat au chemin de fer transcaspien qui dessert les provinces d'Asie centrale (Turkestan russe). La liaison avec Bakou, sur la mer Caspienne, est achevée en 1883. En 1887, le prolongement de la voie ferrée permet l'ouverture des mines de charbon de Tkibuli. En 1894, une embranchement relie Mikhaïlovo (Khachouri) à la station thermale de Bordjomi. En 1899, un autre embranchement va de Tbilissi à Kars, devenue la principale forteresse russe de la région. En 1900, le Transcaspien est relié au reste du chemin de fer russe par l'ouverture d'une ligne de Bakou à Makhatchkala et Astrakhan. En 1902, une ligne secondaire à voie étroite relie Bordjomi à la station de ski de Bakouriani. En 1913, à la veille de la Première Guerre mondiale, le Transcaucasien est prolongé de Kars à Sarıkamış sur la frontière de l'Empire ottoman.
Le chemin de fer complète d'autres équipements construits sous l'Empire russe tels que la route militaire géorgienne, le télégraphe et l'oléoduc de Bakou à Batoumi, achevé en 1906.
En 1900, l'Empire ottoman signe une convention avec la Russie prévoyant la construction d'une ligne prolongeant le réseau russe vers l'Arménie ottomane : l'entreprise doit être financée par des capitaux ottomans ou, à défaut, par des capitaux russes. Mais le projet ne peut être réalisé.
En 1914, les deux Empires russe et ottoman se trouvent dans les camps opposés. Après la victoire russe de la bataille de Sarıkamış (décembre 1914-janvier 1915), la campagne du Caucase tourne à l'avantage des forces russes qui avancent profondément en territoire ottoman. Après la bataille d'Erzurum (janvier-février 1916), les Russes construisent une ligne à voie étroite pour ravitailler leurs troupes jusqu'à Erzurum et plus tard Yeniköy (en).

### Révolution et guerre civile (1917-1922)
La révolution russe entraîne la dissolution de l'armée russe du Caucase et de la vice-royauté du Caucase, suivis par l'apparition d'une série de pouvoirs de courte durée : Comité spécial de Transcaucasie et Assemblée transcaucasienne. L'armée allemande lors de l'expédition allemande dans le Caucase, l'armée ottomane et l'Armée islamique du Caucase, recrutée en partie parmi les musulmans locaux, tentent de s'assurer le contrôle de la voie ferrée et du pétrole de Bakou. La bataille de Bakou (juin-septembre 1918) oppose la coalition pro-ottomane (Armée islamique et nationalistes azerbaïdjanais) aux nationalistes arméniens, aux bolcheviks et à un corps expéditionnaire britannique.
Après la capitulation ottomane à l'armistice de Moudros, le Caucase du sud se partage entre trois États nationaux, la république démocratique d'Arménie, la république démocratique d'Azerbaïdjan et la république démocratique de Géorgie. Le traité d'Alexandropol, signé le 3 décembre 1920, met fin à la guerre arméno-turque et fixe la frontière entre l'Arménie et la Turquie sur sa limite actuelle.
En 1921, les trois républiques du Caucase du sud passent successivement sous la tutelle soviétique. Leurs frontières avec la Turquie sont confirmées par le traité de Kars (13 octobre 1921) signé entre la Turquie et l'Union soviétique. Une section de chemin de fer de 404 km en territoire turc, entre Erzurum et Kars, reste sous l'administration de la Compagnie du chemin de fer transcaucasien. La ligne d'Erzurum à Yeniköy est abandonnée en 1921.

### Époque soviétique (1922-1991)
Le chemin de fer transcaucasien est nationalisé par le régime communiste et devient une partie des chemins de fer soviétiques (en). Il dépend du commissariat du peuple aux transports (ru).
À partir de 1924, une nouvelle ligne est construite au sud de Bakou pour relier Alat (en) (Ələt), Şirvan et le nouveau port de Neftçala. En 1927, l'URSS abandonne à la Turquie ses droits sur le chemin de fer d'Erzurum à Akyaka, en territoire turc. En 1925, une nouvelle branche est construite entre Gyumri et Maralik, et une autre est mise en chantier, partant de Senaki, vers le littoral russe de la mer Noire. Cette dernière ligne atteint Gali en 1930, Soukhoumi en 1938 et Adler en 1949. En 1935, une branche relie Koutaïssi à Tskhaltubo. En 1940, deux nouvelles branches sont ouvertes, l'une de Gori à Tskhinvali, l'autre vers les mines de charbon de Tkvartchéli. En 1941, deux lignes sont ouvertes, de Şirvan à Djoulfa et de Salyan à Astara, le long de la frontière de l'Iran, reliées aux chemins de fer iraniens. Enfin, une ligne reliant Tbilissi au port de Batoumi, sur la mer Noire, est construite dans les années 1960.

### Époque post-soviétique (1991-présent)
En 1991, la dissolution de l'Union soviétique entraîne celle du système ferroviaire soviétique (en). Le réseau est partagé entre trois nouvelles compagnies nationales : Chemins de fer arméniens (en) (HYU) pour 845 km, Chemins de fer azerbaïdjanais (en) (ADY) pour 2 932 km et Chemins de fer géorgiens (SR) pour 1 523 km.

## Caractéristiques techniques
L'axe principal, le chemin de fer de Poti à Bakou (de), est long de 897 km. Il est à voie large à l'écartement russe (1 524 mm), plus large que l'écartement occidental (1 435 mm). Le matériel roulant est celui du chemin de fer impérial russe, puis soviétique ; il commence à être électrifié à partir de 1934. Dans la chaîne des monts Likhi, la pente atteint 46 ‰. Un tunnel passe sous le col de Surami : ouvert en 1890, il est long de 4 423 m.

## Parcours
Distances en kilomètres par rapport à la gare centrale de Tbilissi.

### De Poti à Samtredia
- 312,1 : Poti (port sur la mer Noire)
- 304,0 : Sag
- 301,2 : Gare de Colchide
- 295,1 : Khaladidi
- 284,0 : Durghena
- 282,2 : Kvaloni
- 276,0 : Tekleti
- 272,1 : Senaki
- 267,3 : Nosiri
- 263,8 : Agurkarkhana
- 262,0 : Dziguri
- 258,2	: Abacha
- 252,8 : Kolobani
- 249,1 : Marani (en)
- 247,2 : Nigzviani
- 244,0 : Samtredia

### De Batoumi à Samtredia
- 104,1 : Batoumi
- 102,0 : Bartjana
- 100,9 : Tamara
- 98,2 : Makhinjauri
- 96,2 : Mtsvane-Kontskhi
- 94,0 : Jardin botanique de Batoum
- 91,0 : Tchakvi
- 88,4 : Tsikhisdziri
- 85,3 : Buknari
- 82,1 : Kobuleti
- 51,0 : Soupsa
- 29,8 : Lantchkhouti
- 6,1 : Dapnari
- 244,0 : Samtredia

### De Samtredia à Tbilissi
- 244,0 : Samtredia
- 217,3 : Brotseula, embranchement du chemin de fer de Rioni à Tkibuli (de)
- 183,0 : Zestafoni
- 120,0 : Khachouri, embranchement du chemin de fer de Khachouri à Vale (de) vers Vale (en)
- 76,1 : Gori
- 0 : Gare centrale de Tbilissi

### De Tbilissi à Mingachevir
- 30,9 : Roustavi
- 39,1 : Gardabani
- 88,9 : Ağstafa, embranchement du chemin de fer d'Ağstafa à Atarbenian (de) vers Erevan
- 181,9 : Gandja (ancienne Elisavetpol)
- 238,6 : Mingachevir, embranchement vers Stepanakert

### De Mingachevir à Bakou
- 250,1 : Yevlax
- 341,4 : Kürdəmir
- 460,1 : Ələt (en), embranchement du chemin de fer d'Ələt à Djoulfa (de) et vers Astara
- 498,5 : Qaradağ (en), embranchement vers Sumqayıt et Moscou
- 548,8 : Bakou

## Cartes

Cartes du chemin de fer transcaucasien
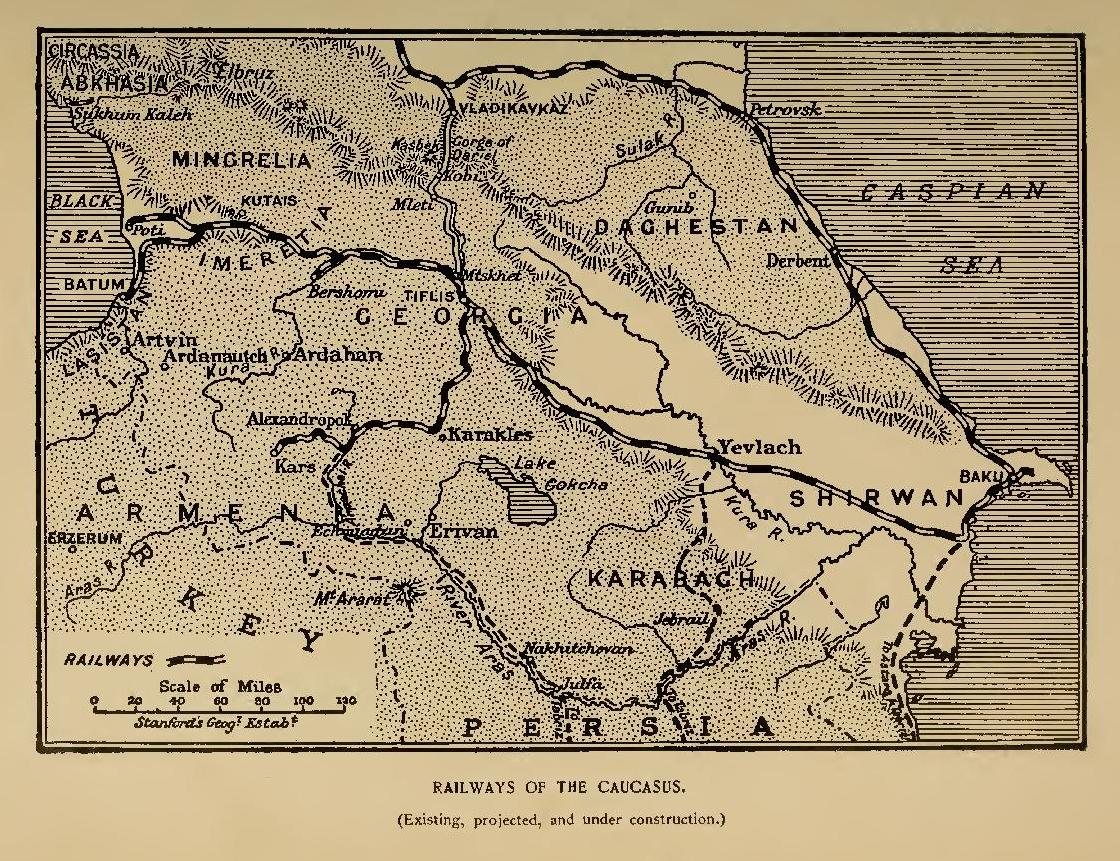
Chemins de fer du Caucase en 1902 (existants, en construction ou en projet). Henry Norman, 1902
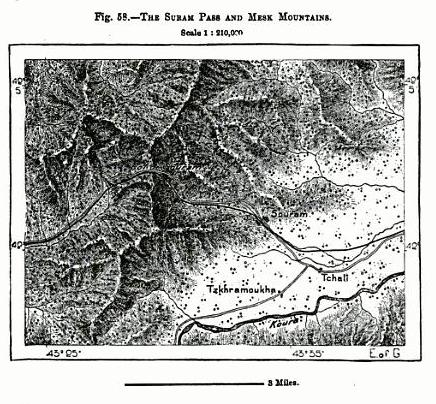
Le col de Surami. Élisée Reclus, 1891
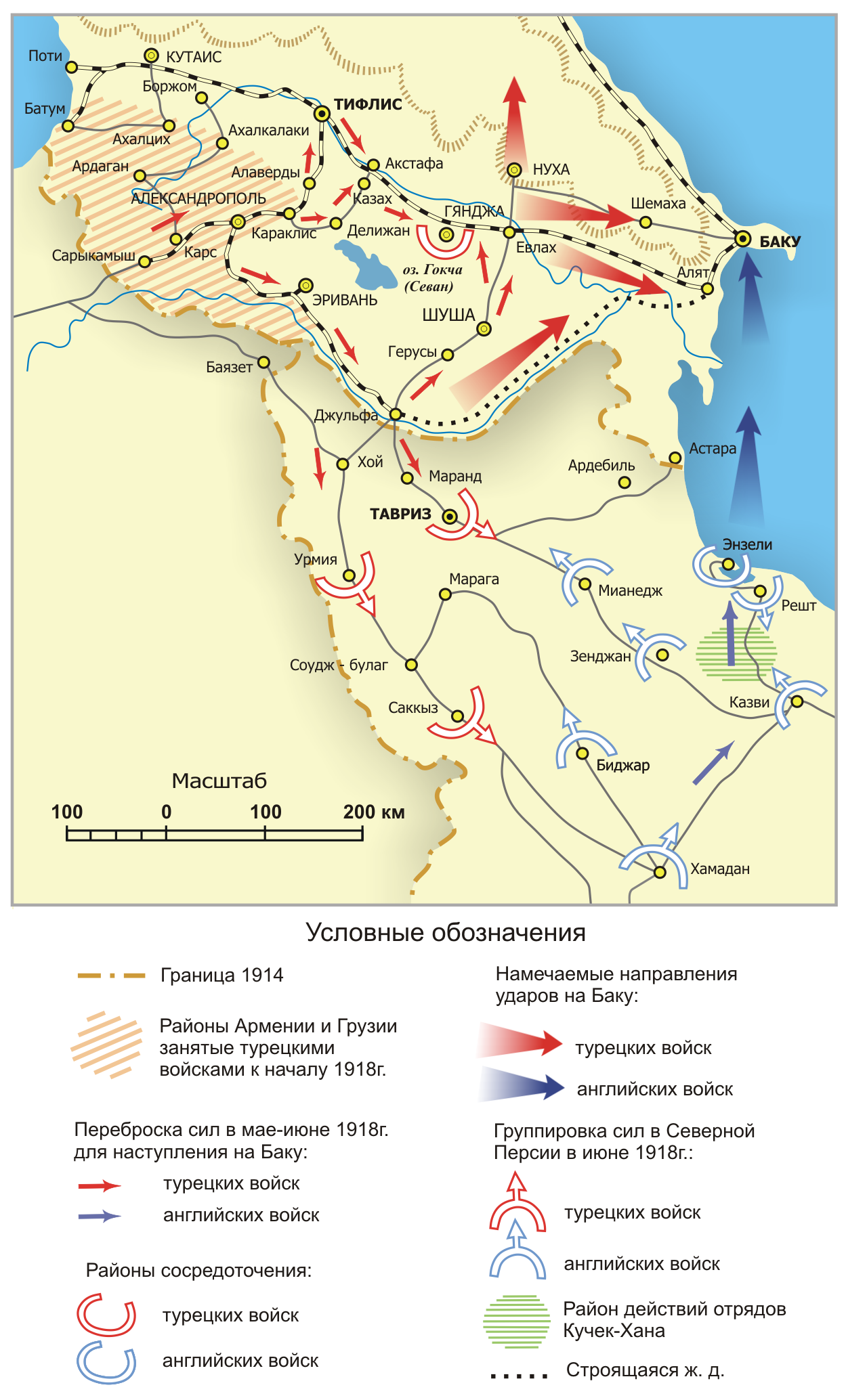
Campagne du Caucase, chemins de fer russes et bataille de Bakou, 1918
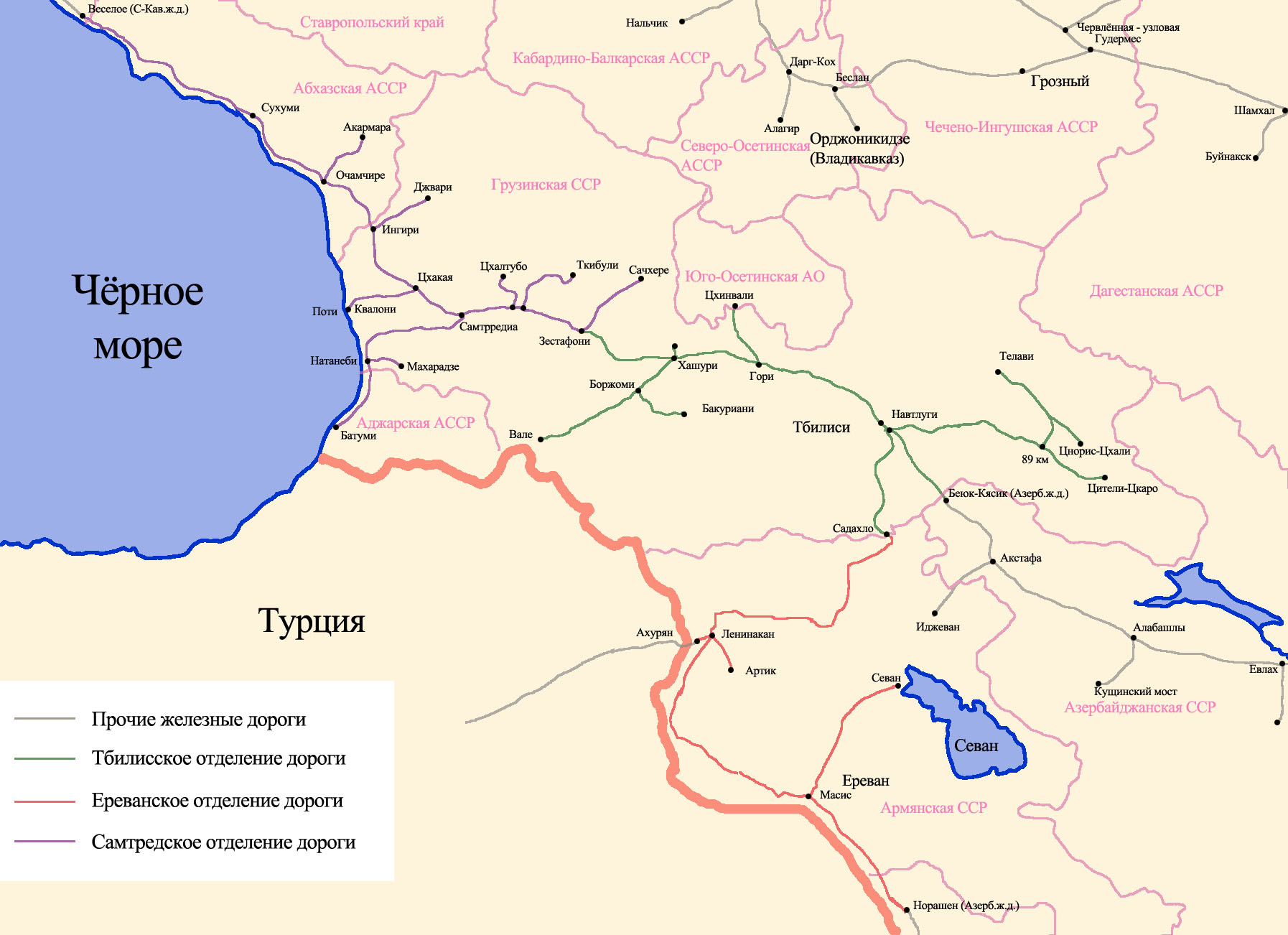
Lignes soviétiques en Géorgie en 1967

### Sources et bibliographie
- (en) Cet article est partiellement ou en totalité issu de l’article de Wikipédia en anglais intitulé « Transcaucasus Railway » (voir la liste des auteurs) dans sa version du 27 février 2017.

- (de) Cet article est partiellement ou en totalité issu de l’article de Wikipédia en allemand intitulé « Bahnstrecke Poti–Baku » (voir la liste des auteurs) dans sa version du 26 avril 2017.